# Mission San Francisco de Asís
Die Mission San Francisco de Asís, auch als Mission Dolores bekannt, ist das älteste erhaltene Bauwerk in San Francisco und die sechste Mission der Spanischen Missionen in Kalifornien als Teil des El Camino Real in Kalifornien. Die Mission steht unter der Leitung der römisch-katholischen Erzdiözese von San Francisco.

## Geschichte

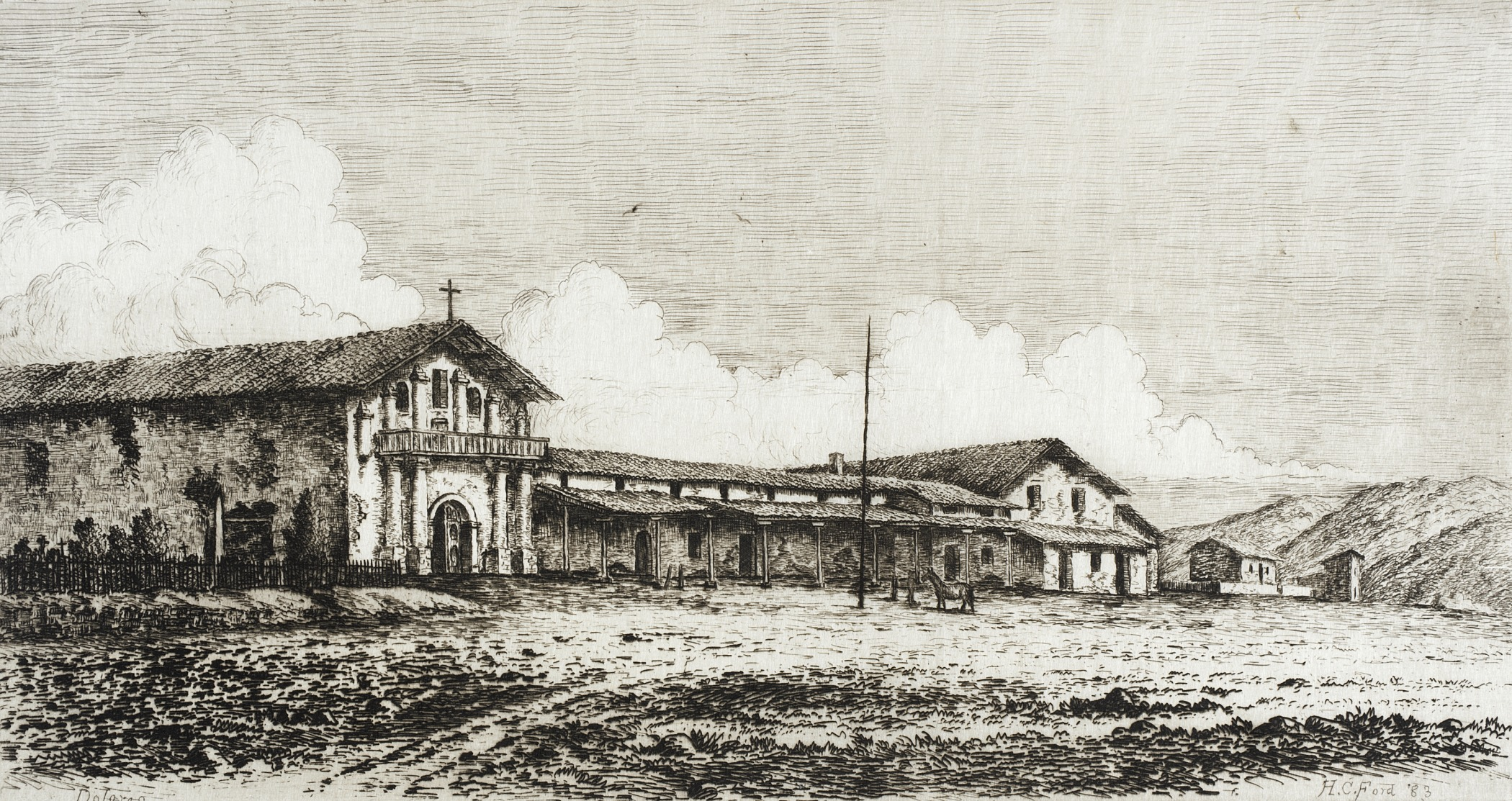
Ursprüngliches Aussehen der Mission auf einer Zeichnung (1883)

Am 29. Juni 1776 gründeten der Lieutenant Joaquin José Moraga und der Franziskaner Pater Francisco Palóu, beide Mitglieder der Expedition de Anza, in einer Lagune, die sie Nuestra Señora de los Dolores nannten, eine Mission. Sie erhielt in Gedenken an den Heiligen Franz von Assisi den Namen San Francisco de Asís. Die Weihe eines kleinen Behelfsbaus erfolgte am 17. September 1776. Die Mission war die sechste die von spanischen Siedlern gegründet wurde, um die indigenen Völker Kaliforniens zu missionieren. Zu ihrer Sicherung wurde am Golden Gate ein Presidio gebaut. Der in der Nähe entstandenen Siedlung wurde der Name Yerba Buena gegeben. Anteil an der Gründung und Leitung hatte insbesondere der Franziskanerpater Junipero Serra. 1791 wurde die Mission an den heutigen Standort verlegt. Sie ersetzte ein kleines Blockhaus mit Strohdach. Für den Bau wurden mehr als 36000 Lehmziegel verwendet. 
Zu Beginnen des 19. Jahrhunderts galt die Mission noch als eine der wichtigsten und größten Siedlungen im spanischen Alta California. 1810 lebten dort 1013 Indianer, davon 580 Männer und 433 Frauen. Der zugehörige landwirtschaftliche Betrieb besaß 11.000 Schafe und Kühe, über 1000 Pferde und zudem Ziegen, Schweine und andere Nutztiere. Im Betrieb verarbeiteten zwanzig Webstühle Wolle zu Stoff. Die Ranch erstreckte sich von San Mateo im Süden bis Alameda im Osten. Laut den Kirchenbüchern, die mit dem Jahre 1776 beginnen, wurden bis 1810 3699 Indianer und 196 Weiße getauft. Knappe Vorräte, Krankheitsepidemien und nicht zuletzt das 1843 von der mexikanischen Regierung erlassene Säkularisationsgesetz führten zu deren Niedergang. Von Besuchern wurde die Mission seinerzeit als ärmlich und der Bauzustand als ruinös beschrieben.
Nach dem Mexikanisch-Amerikanischen Krieg fiel die Stadt an die Vereinigten Staaten. Der Bevölkerungszuwachs bewirkte, das bald mehr Iren als Spanier auf dem Friedhof beigesetzt wurden. Während des kalifornischen Goldrausches diente das Missionsviertel zeitweise als Vergnügungsviertel. Das Mobiliar wurde entwendet und in benachbarten Spielhallen und Saloons aufgestellt. Bis 1876 wurde der Gebäudekomplex der ursprünglich ein Viereck bildete, mit Ausnahme der Missionskapelle abgerissen und an deren Stelle eine Backsteinkirche im Neugotischen Stil errichtet. Die alte Mission überstand das Erdbeben von San Francisco 1906 mit nur geringen Schäden, während die rechts daneben errichtete große Backsteinkirche einstürzte und von 1918 bis 1926 in anderem Stil wieder aufgebaut wurde. Die Kirche wurde 1952 durch Papst Pius XII. in den Rang einer Basilica minor erhoben. Am 16. März 1972 wurde die Mission in das National Register of Historic Places aufgenommen.

## Ausstattung

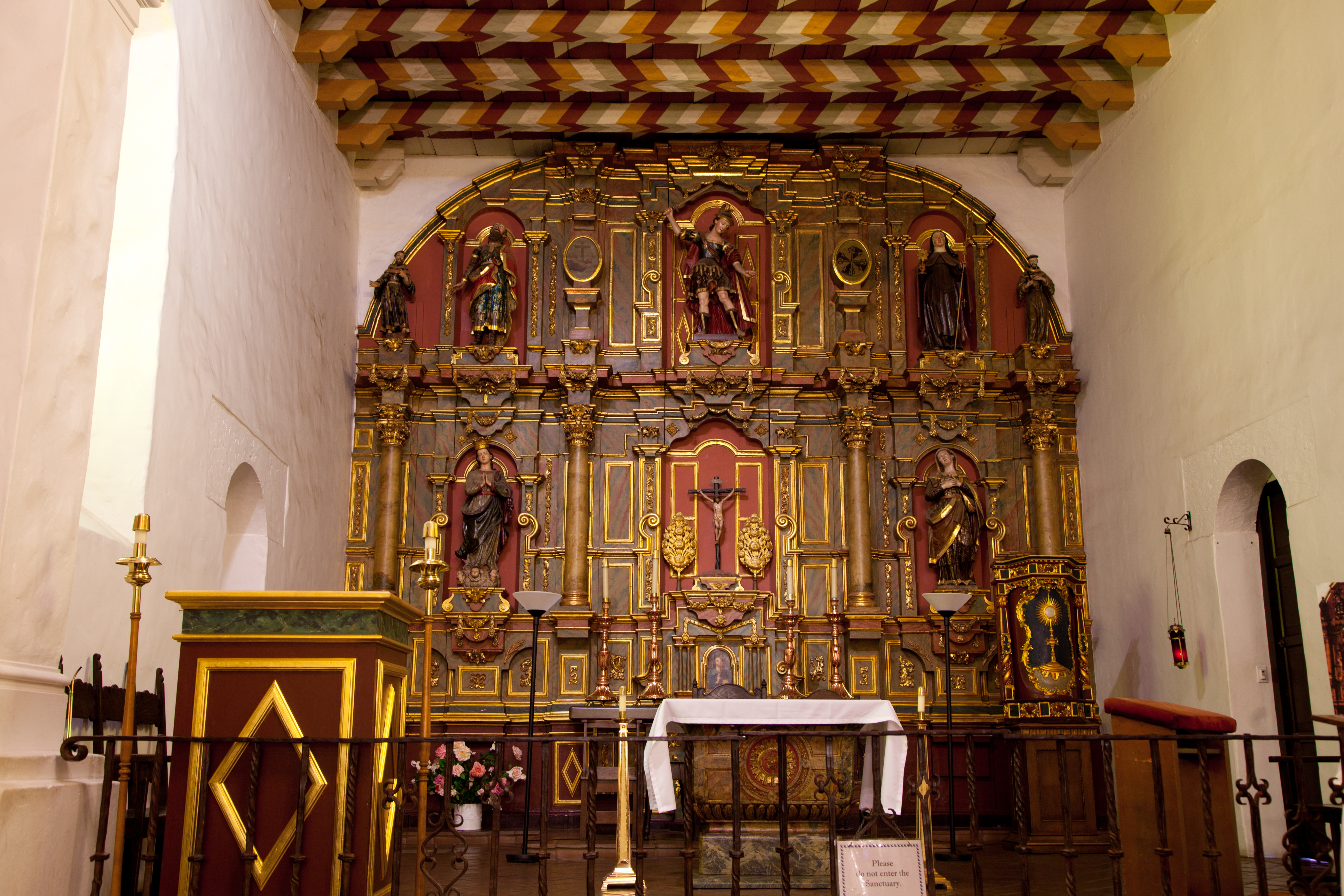
Altar im Innenraum

Das heute noch bestehende längliche Missionsgebäude wurde 1791 geweiht. Es besitzt eine Länge von 34,7 m und eine Breite von 6,7 m. Die Wände sind 1,2 m dick und bestehen aus mehr als 36000 Lehmziegeln. Die verzierten Balken wurden aus Mammutbäumen gefertigt. Der Barockaltar wurde 1796 aus Mexiko bezogen. Die zwei Seitenaltäre entstanden 1810. Auch die drei noch erhaltenen historischen Glocken, die den Heiligen Joseph, Franziskus und Martin geweiht sind, wurden in Mexiko gegossen. Ein kleines Museum zeigt sakrale Gegenstände. 

## Friedhof

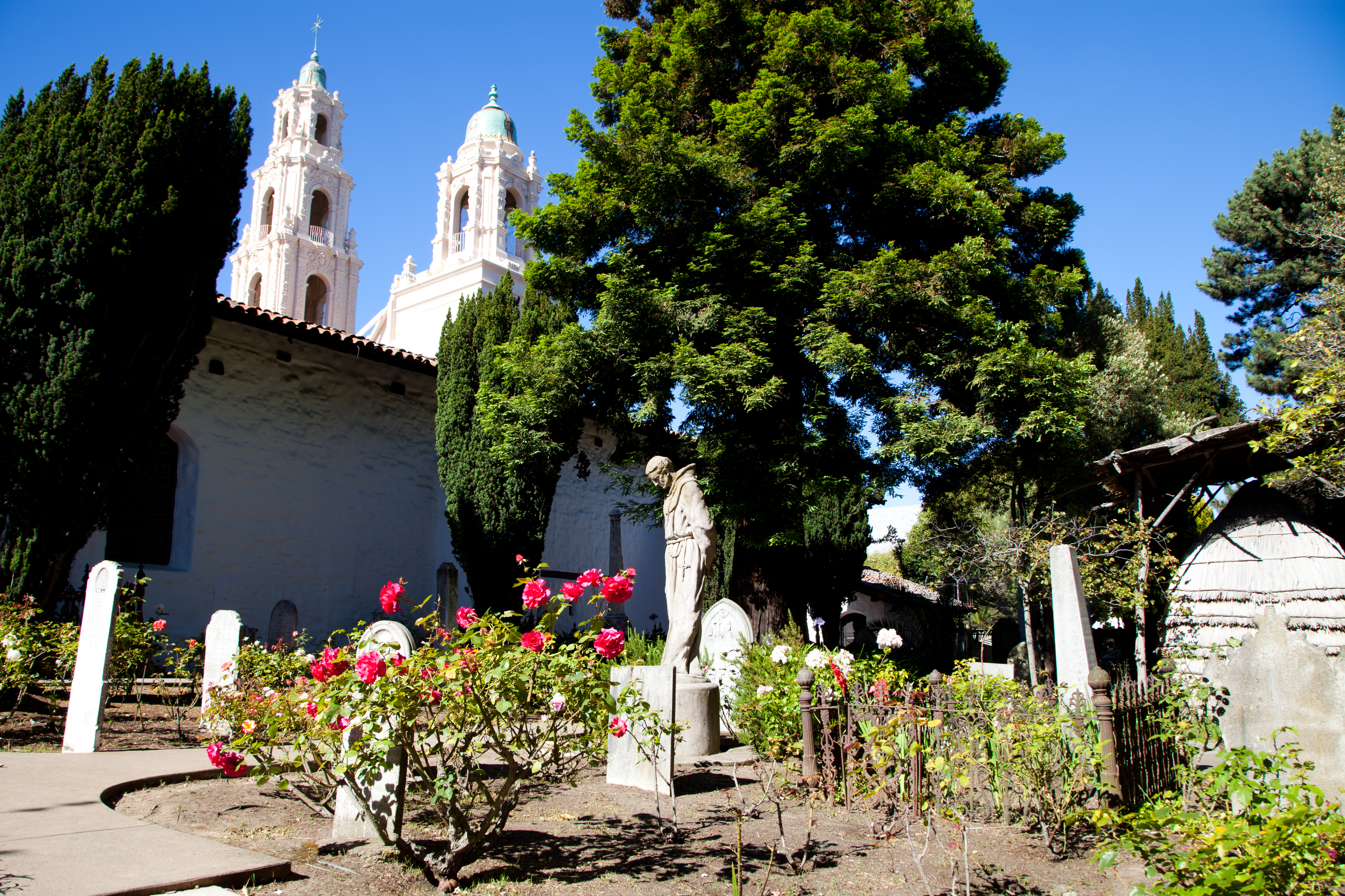
Missionsfriedhof

Der südlich angrenzende alte Missionsfriedhof, ist der wohl älteste und heute auch einzige der innerhalb der Stadtgrenzen liegt. Hier befinden sich unter anderem Gräber spanischer Pioniere, darunter die des Gouverneurs Luis Antonio Arguello und des Leutnants Moraga. Weiter auch ein Massengrab von angeblich 5000 Indianer, die zu Beginn des 19. Jahrhunderts bei einer Epidemie starben. Ab Mitte des 19. Jahrhunderts wurden dort vor allem irischstämmige Einwanderer beigesetzt. Der heute verkleinerte Friedhof, erstreckte sich ursprünglich westlich bis zur Church Street und nördlich bis zur heutigen 16th Street.

## Trivia
Hier spielen zentrale Szenen aus Alfred Hitchcocks Thriller Vertigo – Aus dem Reich der Toten, die 1958 auch dort gedreht wurden.